# Tanzaniabusktörnskata
Tanzaniabusktörnskata (Laniarius fuelleborni) är en fågel i familjen busktörnskator inom ordningen tättingar.

## Kännetecken

### Utseende
Fågeln liknar alla andra svarta busktörnskator, men delar varken utbredningsområde eller levnadsmiljö med dessa. I norr är fågeln glänsande svart, i söder mera gråsvart. Honan är gråare, med olivfärgad ton på buk i söder.

### Läten
Sången framförs i duett och består av både visslingar och hårdare toner.

## Levnadssätt
Fågeln förekommer i bergsskogar, öppningar och skogskanter. Den uppträder oftast i par och håller sig till undervegetationen men rör sig uppåt i lövverket för att sjunga i duett.

## Utbredning och systematik
Füllebornbusktörnskata delas in i två underarter:
- L. f. usambaricus – förekommer i bergskedjan Eastern Arc (Usambara-, Nguru, Ukaguru- och Ulugurubergen) i nordöstra Tanzania
- L. f. fuelleborni – förekommer i sydöstra Tanzania (söder om Ulugurubergen), norra Malawi och östligaste Zambia (Nyikaplatån)

Den har ofta betraktats som samma art som bergbusktörnskata (Laniarius poensis). De två underarterna kan möjligen vara två genetiskt skilda arter.

## Status och hot
Arten har ett stort utbredningsområde, men tros minska i antal, dock inte tillräckligt kraftigt för att den ska betraktas som hotad. Internationella naturvårdsunionen IUCN listar arten som livskraftig (LC). Den beskrivs som lokalt vanlig.

## Namn
Fågelns vetenskapliga artnamn hedrar Dr Friedrich Fülleborn (1866-1933), tysk naturforskare verksam i Tyska Östafrika 1896-1900. Tidigare kallades den Fülleborns busktörnskata eller füllebornbusktörnskata även på svenska, men tilldelades 2023 ett mer informativt namn av BirdLife Sveriges taxonomikommitté.